# Institutul liceal de domnișoare Humpel
Institutul liceal de domnișoare Humpel, cunoscut și sub numele de Institutul Humpel, Liceul Humpel sau Pensionatul Humpel, a fost o instituție de învățământ condusă de soții Emilia și Wilhelm Humpel care a funcționat în Iași în a doua jumătate a secolului al XIX-lea și începutul secolului al XX-lea. 

## Istoricul instituției
Conștienți de necesitatea dezvoltarii unui învățământ mediu de calitate, un grup de profesori de liceu sau universitari ieșeni, grup intitulat „Asociația Institutului Academic” și constituit din Ion Ciurea, Ioan M. Melik, Petru Poni, Neculai Culianu, Pavel Paicu și D. Quinezu, formează o asociație cu „scopu de a funda o școală cu internatŭ, sub denumirea de Institutulŭ Academicŭ, pentru pregătirea tinerilor ce vorŭ a intra în școalele guvernului sau carĭ vorŭ a trece esamene generale de gimnasiu sau de liceu.” În 1866 este inaugurat „Institutul Academic”, liceu particular pentru băieți, care în scurt timp va fi considerat cel mai bun liceu din Moldova.
Problema educației fetelor rămânând însă nerezolvată, același grup de intelectuali căruia i se asociază între timp Titu Maiorescu și A.D. Xenopol decid, în 1871, organizarea unui liceu particular de fete. Printre obiectivele fixate acestei școli era și cel de a da fetelor o educație mai potrivită cu cerințele societății decît cea pe care o primeau la Institutul „Notre Dame de Sion” din Iași, institut catolic înființat în 1866 de Ordinul Surorilor de Notre Dame la cererea Vicariatului Apostolic și a episcopului Iosif Salandari, vizitator apostolic în Moldova (1864-1875).
La sugestia lui Maiorescu conducerea școlii este acordată de la început Emiliei Humpel, sora sa, care avea deja experiență în domeniul organizării și conducerii unei instituții de învățământ doearece înființase la Brașov în 1870, împreună cu soțul său, Wilhelm Humpel, Institutul de educațiune și instrucțiune pentru fete. 
„Întemeietorii internatului nostru de băieți din Iași (Culianu, Melik, Paicu, Xenopol ș.a.m.d., acum 9 inși împreună cu mine) s-au hotărît să întemeieze un institut de domnișoare, în stil cît se poate de mare, cam după programul tău tipărit în 1870; vrem să-l deschidem numaidecît la 1 sept. a.c. Depinde acum numai de voi, dacă tu accepți direcțiunea, iar soțul tău lecțiile de muzică. Pentru acest scop ar trebui ca cel mai tîrziu la 1/13 august să fiți aici, așadar, pînă în două luni să vă desfaceți de întreprinderea voastră din Brașov.”— Scrisoarea lui Titu Maiorescu către sora sa din 31 mai/12 iunie 1872.
Soții Humpel acceptă propunerea și se mută la Iași, în toamna anului 1872 fiind deschise cursurile Institului Humpel sub conducerea Emiliei Humpel, administrația fiind asigurată de Asociația Institutului Academic. Începând cu anul 1876 profesorii asociați se retrag și vând clădirile în care funcționa școala, din acest moment administrarea și direcția școlii fiind asigurată numai de Emilia Humpel. Aceasta rămâne la conducerea școlii până dupa moartea soțului ei, în 1899.

## Organizarea învățământului
Pensionatul Humpel a funcționat inițial în casele Millo din fosta stradă a Primăriei, în prezent strada Theodor Burada nr. 57. Această clădirea a fost inclusă pe Lista monumentelor istorice din județul Iași din anul 2004, având codul de clasificare LMI IS-II-m-B-06064. În 1883 pensionatul se mută în casa Ghica din strada Gavril Muzicescu nr. 10, clădire inclusă pe Lista monumentelor istorice cu codul LMI IS-II-m-B-03947. 
Învățământul la pensionatul Humpel era organizat cu o clasă preparatoare, o diviziune primară, cu două clase, o diviziune secundară, cu trei clase, și o diviziune superioară, cu două clase. Cursul de pian era organizat cu trei diviziuni. Limba de predare pentru toate materiile era franceza cu excepția istoriei și religiei care, pe lângă limba maternă, erau studiate în limba română.
Corpul profesoral era constituit din învățători pentru cursul primar și profesori de diferite specialități, unii dintre aceștia având și o activitate universitară. Emilia Humpel preda limba română și istoria universală, iar soțul său, Wilhelm Humpel, asigura cursurile de canto și de pian. Printre profesorii cei mai cunoscuți au fost Grigore Cobălcescu (științe naturale), Neculai Culianu (matematică), I. M. Melik (matematică), Alexandru Lambrior (istorie, geografie), M. Pompiliu (română, istorie), A.D. Xenopol (istoria artei, pedagogie).